# Bradford Peverell
Bradford Peverell est une paroisse civile et un village du Dorset, en Angleterre.